# Église Notre-Dame de Suzette
L'église Notre-Dame est située à Suzette, en Vaucluse, au sein des dentelles de Montmirail.

## Histoire
Cette église du XIe siècle demande de grands travaux de restauration, du fait de sa position en partie enterrée. Elle souffre d'infiltrations d'eau, tant au niveau des murs que de la toiture. Afin de financer ses travaux, la mission Stéphane Bern a inscrit l'édifice sur la Liste des sites retenus pour le loto du patrimoine en 2019. La fondation du patrimoine a parallèlement lancé une cagnotte en ligne. 

## Description
L'édifice est semi enterré, pour respecter le dénivelé aux alentours de l'église, construite à la sortie du village. De style roman provençal, elle est surmontée d'un clocher mur à deux cloches. 